# Норртельє
Норртельє (швед. Norrtälje) — місто в Швеції, розташоване в Стокгольмському лені. Адміністративний центр комуни Норртельє.
Населення — 16263 мешканці.
Місто розкинулося на обох берегах річки Норртельє. Для центру міста характерна забудова майже середньовічного типу з його звивистими вулицями, а проте всі будівлі там зведені не раніше 1719 р.
Норртельє набуло міських привілеїв у 1622 р. за правління короля Густава II Адольфа, однак порт цього поселення й раніше багато важив для морського сполучення з Фінляндією і був місцем торгівлі між жителями шхер і селянами. У 1623 р. в місті була заснована збройова мануфактура, працювали на якій німці. До початку XIX ст. рибальство відігравало значну роль в економіці Норртельє. У 1636 р. місто у зв'язку з виданням навігаційного акта (швед. Seglationsordningen) позбулося права відправляти судна за кордон, що сповільнило його розвиток.
У серпні 1719 р. під час Великої Північної війни Норртельє було спалено російським військом, що висадилося на шведському узбережжі. У 1770-х роках у місті налічувалося загалом близько 700 мешканців. У перші десятиліття XIX ст. багато містян працювали на збройовій мануфактурі. Після її закриття в 1840-х роках в Норртельє з'явилися ознаки стагнації, які зникли лише наприкінці століття, коли в місті почали з'являтися сучасні промислові підприємства.
Нині Норртельє є також туристичним центром. У місті є Музей Руслаген, який збирає і виставляє для публіки предмети, пов'язані з історією області Руслаген.

## Уродженці
- Пер Лоденіус (* 1966) — шведський викладач і член парламенту.